# Ганцкая, Ольга Андреевна
Ольга Андреевна Ганцкая (05.07.1920 — 03.05.2003) — советский учёный-историк-этнограф, доктор исторических наук (1989). Ведущий научный сотрудник ИЭ АН СССР (1986—1991). Лауреат Государственной премии СССР в области науки и техники (1981).

## Биография
Родилась 5 июля 1920 года в городе Москва в семье служащих.
В 1944 году окончила кафедру этнографии исторического факультета Московского государственного университета.
С 1944 по 1946 годы — научный сотрудник Государственной библиотеки СССР имени В. И. Ленина.
С 1946 по 1948 годы — научный сотрудник Музея народов СССР.
С 1948 по 1951 годы училась в аспирантуре и после защиты в 1952 году кандидатской диссертации на тему: «Материальная культура колхозников Бобруйской области БССР», О. А. Ганцкая работала в Институте этнографии АН СССР. С 1952 по 1965 годы — младший научный сотрудник, с 1965 по 1986 годы — старший научный сотрудник, с 1986 по 1991 годы — ведущий научный сотрудник ИЭ АН СССР.
В 1989 году О. А. Ганцкая защитила докторскую диссертацию по монографии: «Польская семья: опыт этнографического изучения». С 1991 по 1998 годы — консультант отдела Зарубежной Европы ИЭ АН СССР — РАН.
Сферой научных интересов О. А. Ганцкой была история и этнография народов Сибири, Крайнего Севера и Дальнего Востока, история семья и брак, этнография поляков, белорусов, русских и типология культуры. О. А. Ганцкая была опытным полевым исследователем и частником ряда международных конгрессов. С 1975 года являлась почётным членом Польского этнографического общества и почётным членом Польского краеведческого общества.

## Награды
- Государственная премия СССР в области науки и техники (1981)